# Luis Rodríguez Muelas
Luis Adbón Rodríguez Muelas (Las Condes, Santiago, Chile, 16 de marzo de 1961) es un exfutbolista  y entrenador chileno, jugaba de mediocampista.

## Trayectoria
Luego de integrarse a las divisiones inferiores de Universidad de Chile el 22 de febrero de 1979, debutó en 1980 en Universidad de Chile, donde consiguió la Liguilla Pre-Libertadores aquel año. No fue hasta 1982 bajo la dirección técnica de Fernando Riera cuando empezó a jugar de titular, ocupando el puesto del histórico Esteban Aránguiz en el medio campo de la «U», juega en el conjunto azul hasta 1986.
En 1987 es trasferido al club Puebla de México donde consigue la Copa México, y el subcampeonato del torneo Campeón de Campeones. En 1988 vuelve al club Universidad de Chile, registrando un total de 242 partidos y 28 goles por los «azules».
En 1989 se suma al cuadro de Unión Española, donde conquistó el título de la Copa de Invierno. En 1992 refuerza el equipo de Deportes La Serena, para en 1993 jugar por Provincial Osorno. Al año siguiente, integró el plantel de Cobresal, para en 1995 reforzar al Audax Italiano donde resultaron subcampeones del torneo de segunda división.
Finalizó su carrera jugando en el club Santiago Morning en 1996.
En 2011 fue director Técnico de San Luis de Quillota.

## Selección nacional

### Participaciones en Copa América
| Copa              | Sede      | Resultado  |
| ----------------- | --------- | ---------- |
| Copa América 1987 | Argentina | Subcampeón |

## Estadísticas

### Clubes
| Club                 | País   | Año       |
| -------------------- | ------ | --------- |
| Universidad de Chile | Chile  | 1980-1986 |
| Puebla FC            | México | 1987      |
| Universidad de Chile | Chile  | 1988      |
| Unión Española       | Chile  | 1989-1991 |
| Deportes La Serena   | Chile  | 1992      |
| Provincial Osorno    | Chile  | 1993      |
| Cobresal             | Chile  | 1994      |
| Audax Italiano       | Chile  | 1995      |
| Santiago Morning     | Chile  | 1996      |

## Palmarés

### Títulos nacionales
| Título           | Club              | País   | Año  |
| ---------------- | ----------------- | ------ | ---- |
| Copa México      | Puebla FC         | México | 1987 |
| Copa Invierno    | Unión Española    | Chile  | 1989 |
| Primera B        | Provincial Osorno | Chile  | 1992 |
| Tercera División | Santiago Morning  | Chile  | 1996 |